# Ekonomiåret 1980

## Händelser

### Januari
- 1 januari – Guldpriset noteras på 634 amerikanska dollar per uns i London, efter att ha stigit med 500 % sedan sent 1976 på grund av inflation, stigande oljepriser och instabila valutaförhållanden.[1]
- 10 januari - Sveriges budgetminister Ingemar Mundebo presenterar den svenska budgetpropositionen.[1]
- 17 januari – Sveriges riksbank höjer diskontot med en procentenhet till 10 %.[1]
- 18 januari – Guldpriset noteras på 700 amerikanska dollar per uns.[1]
- 22 januari – I Sverige offentliggörs att Electroluxskall köpa Gränges för 725 miljoner SEK.[1]

### Februari
- 16 februari – Anders Wall utses till 1979 års främsta internationella affärsman av tidningen B&E International.[1]

### Mars
- Mars – Texasmiljonärerna Nelson Bunker och hans bror Willian Herbert drabbas av en ekonomisk nedgång som får återverkningar på hela New York-börsen.[1]

### April
- 16 april – Fem fackförbund i Sverige inleder en fyradagarsbojkott av Coca-Cola, och all produktion och distribution stoppas, efter rapporter om förhållanden vid företagets fabrik i Guatemala.[1]
- 28 april – NK-Åhléns beslutar på sin bolagsstämma i Stockholm att köpa Saba-Dagab för 255 miljoner SEK.[1]

### Maj
- Maj – Vin- & Spritcentralens redovisningar konstaterar att den totala försäljningen under 1979 i Sverige ökade med 5,8 %, till 1 077,8 miljoner svenska kronor.[1]
- 7 maj – Svenska Beijerinvest kommer överens om inköp av AB Felix i Eslöv.[1]
- 10 maj – Fiat permitterar 78 000 av 1140 000 anställda på grund av vikande försäljning.[1]
- 17 maj – Priset på bensin och eldningsolja i Sverige höjs med tio öre litern (2,94 SEK för en liter 97 oktan) respektive 50 SEK per kubikmeter (1 355 SEK).[1]
- 28 maj
  - Volvo börjar skeppa bilar från Fredrikstad. Samtidigt dras varslet om permitteringar för 10 000 anställda in.[1]
  - Gustaf Douglas avgår som VD på DN, och ersätts av Claes Reuterskiöld.[1]
- 30 maj – Lars Anderstig väljs till ny förbundsordförande för Hyresgästernas riksförbund från 1 januari 1981.[1]

### Juni
- 10- 13 juni – EFTA firar 20-årsjbubileum i Saltsjöbaden, där allt började.[1]
- 11 juni – OPEC-mötet i Alger sätter den övre prisgränsen för olja på 37 amerikanska dollar per fat.[1]
- 16 juni – En rapport från FN menar att världens befolkning år 2000 beräknas uppnå 6 500 miljoner.[1]

### Juli
- 11 juli – Electrolux övertar västtyska konkurrerande dammsugarföretaget Progress.[1]

### September
- 6 september – Första Lottodragningen i Sverige hålls.[1]
- 17 september – OPEC-mötet i Wien slutar I oenighet.[1]
- 18 september – Jan Carlzon utses till vice VD för SAS.[1]

### Oktober
- 21 oktober – Oljekonsumenterna sluter avtal med Statoil om råoljeleveranser.[1]

### November
- 17 november – Planer på samgående mellan Volvo och Beijerinvest läggs fram.[1]

### December
- December – Det meddelas att det i Sverige under 1980 spelades för över två miljarder SEK på trav.[1]
- 5 december – Statistik från åtta europeiska länder visar att Finland har dyrast mat.[1]
- 15 december – Sveriges regering godkänner planerna på att stycka sönder skogsbolaget NCB. Fabrikerna i Väja, Johannedal, Köpmanholmen och Hörnefors skall läggas ner under 1981.[1]
- 6 december – Bonnier-ägda Åhlén & Åkerlunds veckotidningsförlag meddelar att personalminskning på 200-300 personer skall genomföras inom 16 månader.[1]
- 10 december – Statistik från Sveriges riksbank visar att räntekostnaderna på svenska statens utlandsupplåning.[1]
- 13 december – SAS redovisar för första gången på 17 år förlust i sitt bokslut. Förlusten lyder på 62,6 miljoner SEK.[1]
- 17 december – Sveriges riksdag beslutar att det svenska inrikesflyget hösten 1982 skall flytta från Bromma till Arlanda.[1]
- 23 december
  - Statistik från Sveriges riksbank visar att underskottet i den svenska bytesbalansen under tredje kvartalet 1980 ökade från 0,7 till 6,9 miljarder SEK.[1]
  - En rapport visar att Norges valutareserv under 1980 ökade med över 50 %, från 32,2 miljarder NOK till 32,2 miljarder NOK.[1]

## Bildade företag
- 1 juni – CNN, amerikanskt medieföretag.

## Uppköp
- SABA köps av Thomson.

## Konkurser
- 4 november – Burmeister & Wain, danskt varvsföretag.[1]
- Kalmar varv, svenskt varvsföretag.

## Priser och utmärkelser
- Sveriges Riksbanks pris i ekonomisk vetenskap till Alfred Nobels minne: Lawrence Klein, USA

## Födda
- 21 augusti – Fredasp, svensk skivbolagsdirektör.

## Avlidna
- 24 mars – Henning Throne-Holst, 84, direktör.[1]
- 1 augusti – Jacob Wallenberg, 87, svensk bankdirektör.[1]
- 29 december – Runge Höglund, 60, tidigare direktör för Svenska Handelsbanken.[1]

### Fotnoter
1. 1 2 3 4 5 6 7 8 9 10 11 12 13 14 15 16 17 18 19 20 21 22 23 24 25 26 27 28 29 30 31 32 33 34 35 36 37 38   Horisont 1980. Bertmarks